# Princípio do handicap

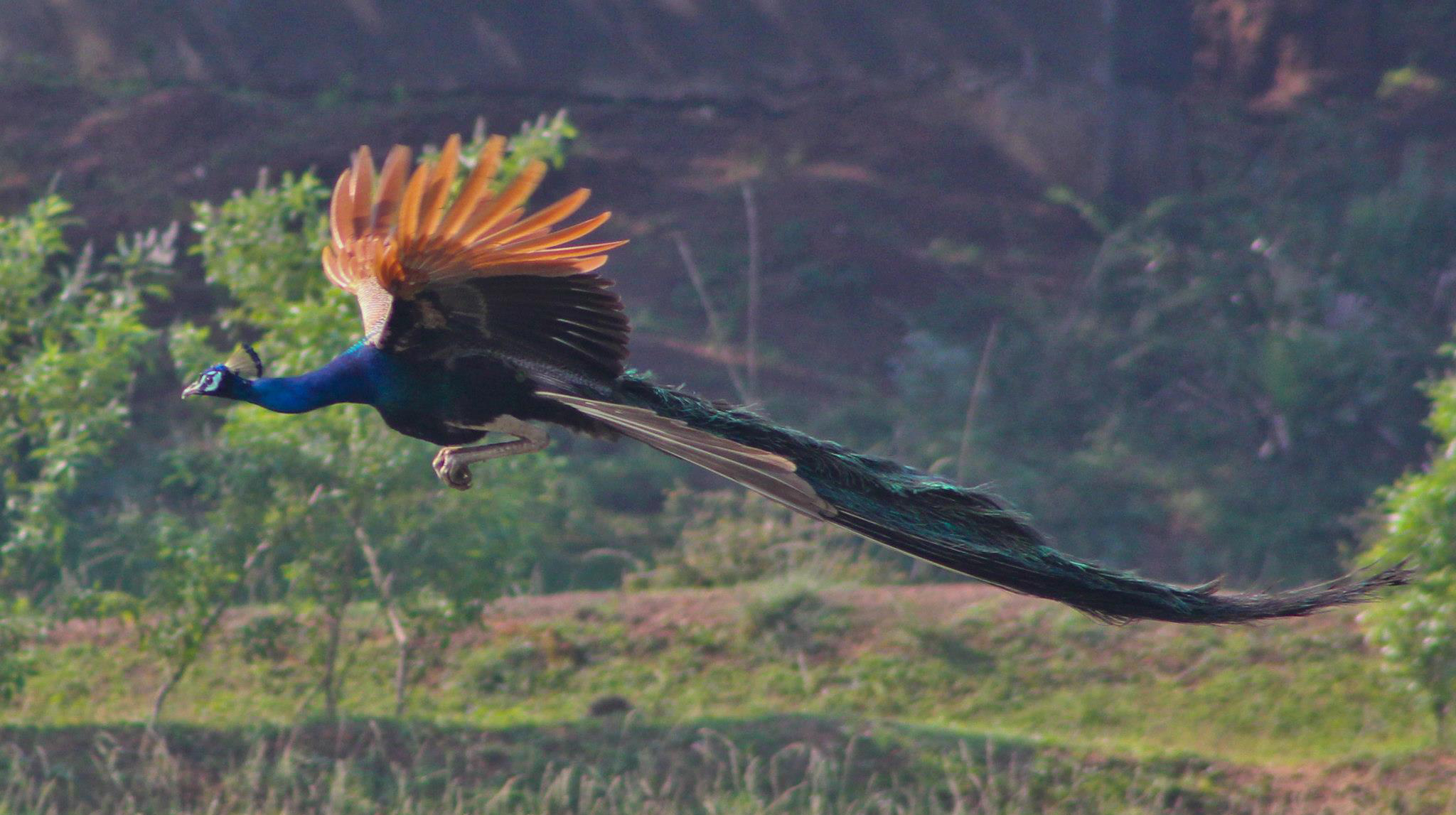
A cauda do pavão durante o voo, o exemplo clássico do princípio do handicap (desvantagem) como um sinal honesto de qualidade.

Princípio do handicap (ou da desvantagem) é uma hipótese científica proposta pelo biólogo israelense Amotz Zahavi em um artigo de grande influência publicado em 1975. Este princípio explica como a evolução pode levar a uma forma "honesta" ou confiável de sinalização entre os animais, apesar destes terem uma óbvia motivação para o blefe ou para enganar os outros. Amotz Zahavi postulou que características que evoluíram por seleção sexual, através da escolha da fêmea, devem ser custosas para representarem sinais honestos que indiquem a qualidade dos machos. Zahavi sugeriu que características sexuais secundárias custosas podem ser vistas como um teste de qualidade que as fêmeas podem confiar na hora de escolher seus parceiros sexuais. Sinais custosos indicam qualidade porque machos inferiores não podem se dar ao luxo de gastar recursos para desenvolver ornamentos exuberantes. Apenas indivíduos com "bons genes" conseguem passar no teste e desenvolver características sexuais secundárias exuberantes e custosas. As fêmeas que utilizam esses sinais para escolherem seus parceiros se beneficiam porque estão escolhendo machos de alta qualidade. O princípio do handicap (ou da desvantagem) oferece um mecanismo sólido pelo qual indivíduos machos que competem por fêmeas anunciam sua qualidade. O alto custo associado com o desenvolvimento de características sexuais secundárias mais atrativas é um mecanismo que impede a trapaça na comunicação entre parceiros sexuais.